# كيل ذا أيريشمان
كيل ذا أيريشمان (بالإنجليزية: Kill the Irishman)‏؛ تعني بالعربية اقتل الإيرلندي، هو فيلم جريمة سيرة ذاتية أمريكي صدر عام 2011 من إخراج جوناثان هينسلي، ومن بطولة راي ستيفنسون وفينسنت دونوفريو وكريستوفر واكن وفال كيلمر. كتب الفيلم هينسلي وجيرمي والترز، يستند الفيلم إلى حياة رجل العصابات الأيرلندي الأمريكي داني غريني، كما تم اقتباسه من كتاب «لقتل الأيرلندي: الحرب التي شلت المافيا» (بالإنجليزية: To Kill the Irishman: The War That Crippled the Mafia)‏ بقلم ريك بوريلو.
قبل دخول مرحلة الإنتاج، مر الفيلم بمرحلة تطور مضطربة استمرت أكثر من عقد من الزمان. بدأ الإنتاج في عام 2009، وجرى التصوير في ديترويت وحولها.
يروي الفيلم قصة صعود وسقوط داني غريني، عمل داني كعامل شحن في أرصفة كليفلاند، حتى تم اختياره للعمل كرئيس مؤقت لجمعية لونغشورمان الدولية في عام 1961، وفي عام 1964، أُدين باختلاس 11500 دولار من أموال النقابة. بعد إدانته، صعد غريني في عالم الجريمة في كليفلاند وشن حربًا على المافيا للسيطرة على المدينة. بعد العديد من المحاولات الفاشلة لاغتيال غريني، اغتيل في 6 أكتوبر 1977 على يد القاتل المتعاقد راي فيريتو. أدى موت غريني في النهاية إلى زوال مافيا كليفلاند.
تم إصدار كيل ذا أيريشمان في الولايات المتحدة في 11 مارس 2011، وعُرض لأول مرة في سينما لاندمارك صن شاين في مدينة نيويورك، كان معظم الممثلين بما في ذلك ستيفنسون ودونوفريو حاضرين حينها، وكذلك ابنة أخت شوندور بيرنز. تلقى الفيلم آراء متباينة عند صدوره، حيث انتقد بعض المراجعين أوجه التشابه المزعومة مع فيلم الأصدقاء الطيبون للمخرج مارتن سكورسيزي. حقق الفيلم أرباحًا قدرها 1,188,194 دولارًا في شباك التذاكر المحلي، مقابل ميزانية إنتاج قدرها 12 مليون دولار.

## طاقم التمثيل
| كريستوفر واكن |

| فال كيلمر |

| فنسنت دونوفريو |

| راي ستيفنسون |

- راي ستيفنسون بدور داني غريني.
- فينسنت دونوفريو بدور جون ناردي.
- فال كيلمر بدور جو ماديتسكي.
- كريستوفر واكن مثل دور أليكس «شوندور» بيرنز.
- ليندا إدنا كاردليني بدور جوان ماديجان.
- توني دارو بدور ميكي ميندارولو.
- روبرت دافي بدور راي فيريتو.
- فيونولا فلانجان بدور غريس أوكيف.
- بوب جنتون بدور جيري ميرك.
- جيسون بتلر هارنر بدور آرت سنيبرجر.
- فيني جونز بدور كيث ريتسون.
- توني لو بيانكو بدور جاك ليكافولي.
- لورا رمزي بدور إيلي أوهارا.
- ستيف شيريبا بدور مايك فراتو.
- بول سورفينو بدور أنتوني ساليرنو.
- مايك ستار بدور ليو «ليبس» موسيري.
- ماركوس توماس بدور بيلي ماك كومبر.
- فيني فيلا بدور فرانك برانكاتو.

## التطوير
كان الفيلم قيد التطوير منذ عام 1997، سمع المنتج تومي ريد أن شرطي من أوهايو يُدعى ريك بورريلو كان على وشك نشر كتاب عن غريني بعنوان لقتل الايرلندي (بالإنجليزية: To Kill the Irishman)‏، سافر ريد إلى أوهايو والتقى بـ بورريلو، وحينها أخبر بورريلو ريد أن جده كان شخصية مافيا رفيعة المستوى في كليفلاند خلال حقبة الحظر، سار الاجتماع بشكل جيد، وقعوا صفقة بشأن حقوق الفيلم للكتاب في 17 مارس 1998. كان الحصول على الكتاب أمرًا صعبًا. في كثير من الأحيان، كان يترك ريد صفقاته دون إنهائها، وكان يكتشف أن السيناريو الذي أخذه كان مرتبطًا بغلاف لكاتب سيناريو آخر واسم منتج مدرج، ومع ذلك؛ وفقًا لريد، كان هذا حدثًا شائعًا في هوليوود، ادعى ريد أنه أنفق أكثر من مليون دولار لتأمين إنتاج الفيلم.

## ما قبل الإنتاج

### الإلهام
كان ريد من محبي أفلام المافيا (بما في ذلك العراب والأصدقاء الطيبون) وكان يتطلع إلى أن يصبح صانع أفلام. نظرًا لكونه من أصول إيرلندية وإيطالية، فقد أراد أن يصنع فيلمًا مرتبطًا بكلتا الجنسيتين. سمع ريد لأول مرة عن رجل العصابات داني غريني من زملائه في السكن في أوهايو، واعتقد أن مدينة نيويورك وشيكاغو وبوسطن كانت «قبلة جرائم عصابات المافيا». وفقًا لريد، لم يكن هناك الكثير من التوثيق عن حياة غريني، ولكن بعد سماعه أن بوريلو كان على وشك نشر كتاب عن غرينب والمافيا في كليفلاند، كان مصممًا على إنتاج فيلم عنه.

### بحوث أساسية
أجرى ريد وكاتب السيناريو جيرمي والترز بحثًا عن حياة غريني والجريمة المنظمة في كليفلاند قبل عمل الفيلم. تحدث ريد مع باربرا إيبيش، وهي شقيقة غريني، كما أنها راهبة ساعدت في تربية غريني خلال طفولته، أخبرت الأخت باربرا ريد كيف تم التخلي عن غريني خلال الطفولة وترعرع على يد جده، واأن جده كان يعمل ليلاً، ترك غريني يمشي في الشوارع. كان يذهب إلى المدرسة متسخًا بشكل منتظم، وكان على الأخت باربرا أن تغسله. ذكرت أيضًا أن جرين دوماً يريد النوم، إلا أنه كان «رياضيًا استثنائيًا».
تحدث ريد إلى عدد من وكالات إنفاذ القانون، بما في ذلك مكتب التحقيقات الفيدرالي، أراد مكتب التحقيقات الفيدرالي التأكد من أن ريد لا يمجّد المافيا. ذكر ريد أنه ليس لديه أي نية لتمجيد الجريمة وأن «الرسالة الكاملة في نهاية الفيلم هي أن الجريمة لا تدفع الثمن». وفي موضوع مشابه، قال هينسلي أيضًا أن «الفيلم [لا يشير إلى أن غريني] كان بطلاً»، ومع ذلك، فقد جعل الفيلم يقدم منظورًا متوازنًا.
نظر ستيفنسون أثناء التدريب على دوره إلى لقطات تلفزيونية لغريني وقرأ كتاب بوريلو «لقتل الأيرلندي». وفقًا لستيفنسون، كان هناك «قدر كبير جدًا» من مواد البحث المتاحة، من ناحية أخرى، مر دونوفريو بتجربة معاكسة؛ حيث كانت المعلومات عن ناردي شحيحة، ولذلك سمح له هينسلي بالارتجال أثناء أداء الشخصية.

### السيناريو
على الرغم من أن السيناريو مقتبس من كتابه، إلا أن بوريلو كان لديه «أدنى قدر من المشاركة» في كتابته. اتصل هينسلي بانتظام ببوريلو، ووافقوا على عدم استخدام الأسماء الحقيقية لأي شخص ما زال على قيد الحياة، وذلك «من باب الاحترام والحساسية» تجاههم.

### التمثيل
بسبب التطور المضطرب للفيلم، قرر ريد عمل فيلم وثائقي عن حياة غريني، المعروف باسم داني جرين: صعود وسقوط الأيرلندي (بالإنجليزية: Danny Greene: The Rise and Fall of the Irishman)‏، من خلال بحثه للفيلم، أصبح ريد متخصصًا في مسرح الجريمة في شمال أوهايو وحياة غريني، وشعر أنه من خلال صنع الفيلم الوثائقي، على الأقل يمكنه الذهاب إلى «قبره 'قائلاً إنني حاولت'».
في عام 2009، وبعد 17 ساعة من تصوير الفيلم الوثائقي، قيل لريد أن فيلمه أصبح مسموحاً، انضم ريد إلى شركة الإنتاج كود إنترتيمنيت (بالإنجليزية: Code Entertainment)‏ وتعاون مع مدير «موثوق»؛ جوناثان هينسلي. ثم وقعوا على الممثلين فال كيلمر وكريستوفر واكن، ولاحقًا فينسنت دونوفريو (فول ميتال جاكيت)، وبول سورفينو (غودفيلاز)، والممثل الأيرلندي راي ستيفنسون، على التوالي. كان ستيفنسون يصور فيلم كتاب إيلاي عندما تلقى مكالمة هاتفية من هينسلي، لذا رتبوا للقاء في لوس أنجلوس؛ وفقًا لستيفنسون، فقد انجذب إلى السيناريو وأبرم الصفقة على الفور.

## الإنتاج

### التصوير
في 19 مايو 2009، بدأ الفيلم مرحلة التصوير الرئيسي. تم تصوير الفيلم في غضون سبعة أسابيع، معظم التصوير تم في ديترويت وحولها. كان هذا جزئيًا لأن المدينة منحت إعفاءات ضريبية لم تكن كليفلاند متطابقة معها. وفقًا لتقرير عام 2009 الصادر عن مكتب ميشيغان للأفلام، تلقى كيل ذا أيريشمان ما يقرب من 3 ملايين دولار من الإعانات. دفعت فيلم ميشيغان ريبات ما يصل إلى 42 بالمائة من نفقات صناع الفيلم مقابل التكاليف المتكبدة أثناء التصوير في الولاية. تقدم أوهايو من 25 إلى 35 في المائة فقط من الدعم، مما يعني أنه إذا أنفق المنتجون نفس المبلغ على التصوير في كليفلاند، فإنهم سيحصلون على إعانات أقل من 500 ألف دولار إلى 1.25 مليون دولار، من ناحية أخرى، قال ستيفنسون إنهم يريدون التصوير في كليفلاند، لكن المدينة «جمّلت نفسها» وتغيرت، بينما كانت ديترويت - في رأيه - «على ركبتيها».
وقع حادثان أثناء التصوير، الأول هو عندما تم إطلاق سبع ثقوب في إحدى الشاحنات المستخدمة أثناء الإنتاج، والثانية عندما كان طاقم الممثلين وطاقم العمل يقودون سياراتهم في جلسة من جلسات التصوير، وأُصيب حينها أحد المشاة في رقبته خارج سوبر ماركت، استغرق وصول سيارة الإسعاف 35-45 دقيقة، وتم الانتظار لمدة 35-45 دقيقة أخرى حتى تصل الشرطة؛ إذ رفض المسعفون نقل الضحية إلى المستشفى بدون مرافقة الشرطة.

## ما بعد الإنتاج

### التأثيرات

مشهد تدمير سيارة غريني. كما هو الحال مع العديد من المشاهد، لا يمكن إعادة تصوير الانفجار.

نظرًا للميزانية المحدودة، لا يمكن تكرار بعض التأثيرات التي شوهدت في الفيلم. قال ستيفنسون أن الجميع «يجب أن يكونوا على صواب»، وأن أي أخطاء لا يمكن تصحيحها بإعادة التصوير، على سبيل المثال، لم يتمكن المنتجون من تصوير المشهد الأخير للفيلم (الذي قُتِل فيه غريني بانفجار سيارة) مرتين، قبل التصوير، كان على طاقم الإنتاج والممثلين التحقق من كل شيء في جلسة التصوير. كان الوقت ضائعًا أيضًا، حيث قال ستيفنسون أن الجميع «يجب أن يكون شديد التركيز».

### المونتاج
كان لدى بورريلو أفكار أخرى حول أحد المشاهد التي تم إدراجها في الفيلم، حيث شمل المشهد مقتل ضابطي شرطة، شعر بوريلو بعدم الارتياح عند التحدث مع هينسلي، لكنه قام بوضعها على أي حال، قال له بوريلو: «إذا كنت ستقتل شرطيًا»، فهذا «سيغير أسلوب القصة»، ومع ذلك، تم تضمين المشهد في الإصدار النهائي للفيلم.

## الاستقبال

### استقبال الجمهور
حصل الفيلم على روتن توميتوز على تصنيف موافقة بنسبة 62٪ بناءً على 50 مراجعة، بمتوسط تقييم 5.6 / 10. يقول الإجماع النقدي للموقع: «كيل ذا أيريشمان قد لا يضيف الكثير في طريقة المكونات الجديدة، ولكن الجهود المثيرة للإعجاب من قبل الطاقم أضافت عمقاً إضافياً لقصة مألوفة.» على ميتاكريتيك، حصل الفيلم على متوسط درجات مرجح قدره 50 من 100 بناءً على 15 ناقدًا، مما يُشير إلى «مراجعات مختلطة أو متوسطة». وقد وصف عدد كبير من النقاد الفيلم بأنه نسخة لـ غودفيلاز (1990).
قال مايك لاسال من سان فرانسيسكو كرونيكل وهو يقدم مراجعة إيجابية للفيلم: «ما يجعل هذا الفيلم مميزًا ولا يُنسى هو شخصية داني غريني، الذي ليس هو الجندي المعتاد في الحي الذي تراه في الأفلام، هو من النوع الذي يتعمق ويفقد روحه تدريجيًا».

### شباك التذاكر
في يوم الافتتاح، حصل الفيلم على 42,925 دولارًا من خمسة مسارح (بمتوسط إجمالي قدره 8.585 دولارًا لكل مسرح)، في اليوم الثاني، ارتفعت إيرادات شباك التذاكر بنسبة 46 بالمائة، كسب 62,446 دولارًا من خمسة مسارح (بمتوسط إجمالي قدره 12,489 دولارًا لكل مسرح)، ثم في اليوم الثالث، انخفض أداء شباك التذاكر في الفيلم بنسبة 36٪، كسب 40,059 دولارًا من خمسة مسارح (بمتوسط إجمالي قدره 8012 دولارًا لكل مسرح). استمر الانخفاض التدريجي في عائدات شباك التذاكر حتى اليوم الثامن، حيث زاد إجمالي الفيلم بشكل حاد بنسبة 373 في المائة؛ كسب 36,119 دولارًا من 21 مسرح (بمتوسط إجمالي قدره 1720 دولارًا لكل مسرح). استمر الفيلم في التقلبات الدورية في شباك التذاكر. بحلول نهاية أدائه في شباك التذاكر، حقق كيل ذا أيريشمان ما مجموعه 1,188,194 دولارًا في شباك التذاكر المحلي، مقابل ميزانية إنتاج قدرها 12 مليون دولار، حيث تم اعتباره فيلماً غير ناجح.

### الإصدار المنزلي
بعد إصدار مسرحي محدود، تم إصدار الفيلم على دي في دي بواسطة أنكور باي إنترتيمنيت (بالإنجليزية: Anchor Bay Entertainment)‏ في 14 يونيو 2011. حتى 22 أكتوبر 2015، حقق الفيلم 2,498,115 دولارًا أمريكيًا في مبيعات أقراص الدي في دي الأمريكية.

## الموسيقى التصويرية
شملت الموسيقى التصويرية للفيلم 26 أغنية، وهم:
1. "I'm Gonna Keep On Loving You" - Kool Blues
2. "Crazy Little Notion" - The Two Guys
3. "All I Want Is You" - Leroy Osbourne
4. "I Like the Way You Look at Me" - The Pentagons
5. "Wrong or Right He's My Baby" - Helene Smith
6. "How About You" - Steven Lang
7. "Meet Me for a Martini" - Daniel May
8. "Paddy on the Landfill" - The Irish Experience
9. "Courting Clarinets" - Stefan Maciejewsk
10. "Heart of Gold" - Norman Chandler
11. "This Is It" - Lewis Lamedica
12. "Get in a Hurry" - Eugene Blacknell
13. "You're a Prisoner" - Death
14. "Broadway Shing-a-Ling" - Soul Blenders
15. "Daffy Dotty Day" - Lake Smash
16. "I'm Running Out of Time" - Gary Michael Allen
17. "Cielo e Mar" - Amilcare Ponchielli
18. "Sulla Riviera" - Bruno Bertoli
19. "Eternal Father For" - Michael Hankinson
20. "Your Smiling Face" - Norman Chandler
21. "It's Not Too Late" - Christopher Blue
22. "Drive Drive Drive" - Pat Cusick
23. "Like a Moth into a Flame" - The Automatics
24. "Don't Worry Tracy" - Christopher Blue
25. "Bonny Portmore" - The Rogues
26. "Seaport Lane" - Athena Tergis